# Halowe Mistrzostwa Świata w Lekkoatletyce 2008 – bieg na 3000 m kobiet
Bieg na 3000 m kobiet – jedna z konkurencji rozgrywanych podczas halowych mistrzostw świata w lekkoatletyce w 2008. Eliminacje odbyły się 7 marca, a finał został rozegrany 8 marca.
Do eliminacji zgłoszone zostały 23 zawodniczki z 16 państw.
Zawody w tej konkurencji wygrała reprezentantka Etiopii Meseret Defar. Drugą pozycję zajęła zawodniczka także z Etiopii Meselech Melkamu, trzecią zaś reprezentująca Maroko Mariem Alaoui Selsouli.

## Wyniki

### Eliminacje
Źródło: 
Bieg 1
| Miejsce | Zawodniczka           | Państwo           | Wynik   | Uwagi |
| ------- | --------------------- | ----------------- | ------- | ----- |
| 1.      | Meseret Defar         | Etiopia           | 8:51,02 |       |
| 2.      | Kimberley Smith       | Nowa Zelandia     | 8:52,81 | SB    |
| 3.      | Sylvia Jebiwott Kibet | Kenia             | 8:56,14 |       |
| 4.      | Lisa Dobriskey        | Wielka Brytania   | 8:56,56 |       |
| 5.      | Jelena Sidorczenkowa  | Rosja             | 8:57,62 |       |
| 6.      | Elena Antoci          | Rumunia           | 8:58,01 |       |
| 7.      | Hanane Ouhaddou       | Maroko            | 9:03,41 |       |
| 8.      | Jennifer Rhines       | Stany Zjednoczone | 9:03,66 |       |
| 9.      | Xue Fei               | Chiny             | 9:03,67 | PB    |
| 10.     | Alemitu Bekele        | Turcja            | 9:04,94 |       |
| 11.     | Isabel Checa          | Hiszpania         | 9:06,21 | PB    |

Bieg 2
| Miejsce | Zawodniczka            | Państwo           | Wynik    | Uwagi |
| ------- | ---------------------- | ----------------- | -------- | ----- |
| 1.      | Meselech Melkamu       | Etiopia           | 8:46,32  |       |
| 2.      | Olga Komiagina         | Rosja             | 8:46,64  | SB    |
| 3.      | Mariem Alaoui Selsouli | Maroko            | 8:48,22  |       |
| 4.      | Megan Metcalfe         | Kanada            | 8:48,56  | NR    |
| 5.      | Jéssica Augusto        | Portugalia        | 8:48,81  |       |
| 6.      | Silvia Weissteiner     | Włochy            | 8:50,30  | SB    |
| 7.      | Helen Clitheroe        | Wielka Brytania   | 8:52,48  |       |
| 8.      | Julie Culley           | Stany Zjednoczone | 9:04,45  |       |
| 9.      | Veronica Nyaruai       | Kenia             | 9:12,68  |       |
| 10.     | Daniela Donisa         | Rumunia           | 9:19,26  |       |
| 11.     | Maria Pia Nehme        | Liban             | 10:31,95 | NR    |
| –       | Zakia Mrisho Mohamed   | Tanzania          | DNS      |       |

### Finał
Źródło: 
| Miejsce | Zawodniczka            | Państwo         | Wynik   | Uwagi |
| ------- | ---------------------- | --------------- | ------- | ----- |
| 01 !    | Meseret Defar          | Etiopia         | 8:38,79 |       |
| 02 !    | Meselech Melkamu       | Etiopia         | 8:41,50 |       |
| 03 !    | Mariem Alaoui Selsouli | Maroko          | 8:41,66 |       |
| 4.      | Sylvia Jebiwott Kibet  | Kenia           | 8:41,82 | NR    |
| 5.      | Olga Komiagina         | Rosja           | 8:44,57 | SB    |
| 6.      | Kimberley Smith        | Nowa Zelandia   | 8:48,48 | SB    |
| 7.      | Silvia Weissteiner     | Włochy          | 8:49,11 | SB    |
| 8.      | Jéssica Augusto        | Portugalia      | 8:49,78 |       |
| 9.      | Helen Clitheroe        | Wielka Brytania | 8:52,77 |       |
| 10.     | Lisa Dobriskey         | Wielka Brytania | 8:52,92 |       |
| 11.     | Jelena Sidorczenkowa   | Rosja           | 9:01,81 |       |
| 12.     | Megan Metcalfe         | Kanada          | 9:07,16 |       |